# Molacillos
Molacillos település Spanyolországban,  Zamora tartományban. Molacillos Monfarracinos, Cubillos, Torres del Carrizal, Benegiles, Gallegos del Pan, Algodre és Coreses községekkel határos. Lakosainak száma 233 fő (2024).

## Népesség
A település népessége az utóbbi években az alábbiak szerint változott:
| Lakosok száma | 299  | 286  | 290  | 278  | 278  | 271  | 262  | 257  | 241  | 233  |
|               | 2001 | 2004 | 2007 | 2009 | 2012 | 2014 | 2017 | 2019 | 2022 | 2024 |